# Груаро
Груаро (итал. Gruaro) је насеље у Италији у округу Венеција, региону Венето.
Према процени из 2011. у насељу је живело 2690 становника. Насеље се налази на надморској висини од 6 м.

## Становништво
| 1951. | 1961. | 1971. | 1981. | 1991. | 2001. | 2011. |
| ----- | ----- | ----- | ----- | ----- | ----- | ----- |
| 3.117 | 2.824 | 2.671 | 2.757 | 2.705 | 2.690 | 2.802 |